# Gérard Paul Deshayes
Gérard Paul Deshayes (* 13. Mai 1795 in Nancy; † 9. Juni 1875 in Boran, Département Oise) war ein französischer Paläontologe und Malakologe.

## Leben und Wirken
Deshayes, dessen Vater Professor für Experimentalphysik in Nancy war, studierte Medizin in Straßburg, kam 1819 nach Paris und wandte sich hier der Naturgeschichte zu. Deshayes hörte Vorlesungen bei Jean-Baptiste de Lamarck, gab zeitweise Unterricht in Geologie und war Professor der Naturgeschichte am Muséum national d’histoire naturelle in Paris. Ab 1839 war er mehrere Jahre in Algerien.
Seine wichtigsten Arbeiten beziehen sich auf die Tertiärformation. Er studierte fossile Mollusken des Tertiär im Pariser Becken, die er mit rezenten Arten verglich. Mit Charles Lyell teilte er die Tertiär-Periode mit Pliozän, Miozän und Eozän in drei Teile. 1870 wurde ihm von der Geological Society of London für seine Leistungen die Wollaston-Medaille verliehen.

## Mitgliedschaften
Als 1838 La Société Cuvierienne gegründet wird, war er eines der 140 Gründungsmitglieder der Gesellschaft.

## Schriften
- Traité élémentaire de conchyliologie avec les applications de cette science à la géologie, 1839–1857
- Catalogue des mollusques de l'île de la Réunion, 1863
- Description des coquilles fossiles des environs de Paris, 2 Bände, 1824–1837
- Description des coquilles caractéristiques des terrains (1831)
- Description des animaux sans vertèbres découverts dans le bassin de Paris, 3 Bände, 1856–1866

Er gab mit Henri Milne Edwards die Histoire naturelle des animaux sans vertèbres von Jean-Baptiste de Lamarck (1836–46, 11 Bde.) neu heraus und  bearbeitete die Mollusken im Expeditionsbericht der Morea-Expedition (in der er  Jean-Baptiste Bory de Saint-Vincent (1778–1846) begleitete), zu Georges Cuviers Werk Le règne animal (deutsch: Das Thierreich), zur Encyclopédie méthodique und er lieferte eine Fortsetzung zu der Histoire des mollusques terrestres et fluviatiles von André Étienne d’Audebert de Férussac. Für die Exploration scientifique de l'Algérie schrieb er die Histoire naturelle des mollusques (1845).